# Trialetský hřbet
Trialetský hřbet (gruzínsky თრიალეთის ქედი [Trialetis kedi]) je pohoří v Malém Kavkazu v Gruzii. Táhne se ve střední části Gruzie v délce 144 km ve směru od západu na východ. Jeho šířka dosahuje 30 km. Nejvyšším vrcholem je 2 850 m vysoký Šaviklde (gruzínsky შავიკლდე), v gruzínském překladu Černá skála.
Východní okraj hřbetu prochází podél západního okraje gruzínského hlavního města Tbilisi, západní konec leží na řece Kura, jihozápadně od Bordžomi. V celé délce je obtékán řekou Kcia (gruzínsky ქცია), která ve středním a dolním toku nese název Chrami. Pohoří vzniklo vulkanickou činností během paleogénu. V západní části hřbetu převládá mladá andezitská láva.
Svahy hřbetu jsou pokryty převážně listnatými lesy, zejména dubem, bukem a habrem. Západní část pokrývá jehličnatý a smíšený les s jedlí, smrkem, borovicí, dubem a bukem.
Trialetský hřbet byl osídlen již za rané doby bronzové ve 4. tisíciletí př. n. l.. V Calkské náhorní rovině našli archeologové nálezy odpovídající trialetské kultuře z této doby. Později byl hřbet protkán obchodními stezkami, které propojovaly Kavkazskou Ibérii s Byzantskou říší a Arménií, což dokládají zříceniny starých karavanserájů. Obchodníci postavili v Trialetském hřbetu i Manglisi, nejstarší město Gruzie.
Na Calkské náhorní rovině bylo v 6. až 7. století a později v 10. až 13. století postaveno mnoho kostelů. Na hoře Didgori (1647 m) ve východní části Trialetského hřbetu porazil gruzínský král David IV. Budovatel 12. srpna 1121 početně mnohem silnější armádu Seldžuků pod velením emíra Najm ad-Din Ilgazi.

## Externí odkazy

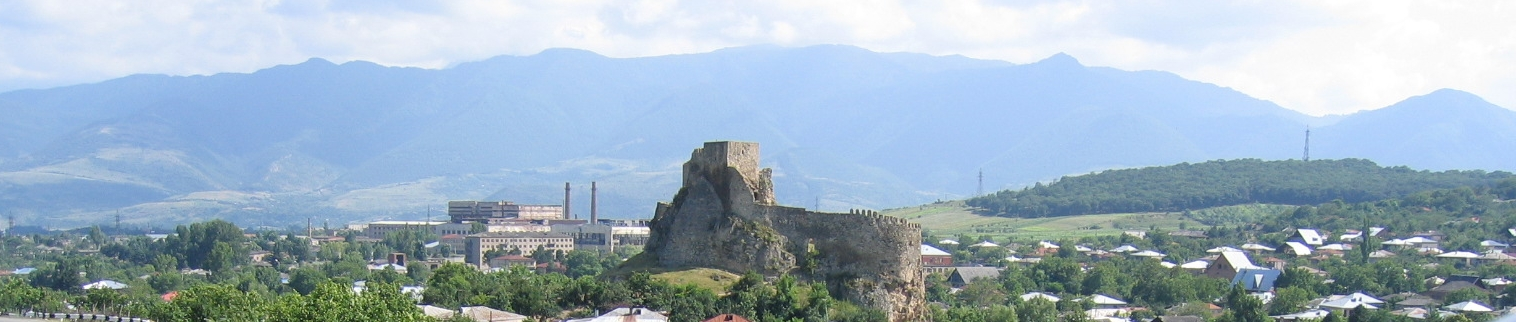
Pohled na Trialetský hřbet ze Surami